# Costantino Belluscio
Costantino Belluscio (Cervia, 4 marzo 1930 – Roma, 11 febbraio 2010) è stato un giornalista e politico italiano, esponente al Partito Socialista Democratico Italiano.

## Biografia
Nato a Cervia da una famiglia arbëreshë originaria di Lungro, diventa giornalista e lavora per diverse testate giornalistiche.
Fu esponente del Partito Socialista Democratico Italiano e dopo l'elezione di Giuseppe Saragat come Presidente della Repubblica Italiana, viene chiamato al Quirinale prima come addetto stampa del Presidente e poi, negli ultimi quattro anni del mandato, come Segretario Particolare del Capo dello Stato.
Viene eletto deputato per la prima volta nel 1972 e per la seconda nel 1979; è nominato Sottosegretario agli Affari esteri nel Governo Forlani e Sottosegretario al Lavoro e alla Previdenza Sociale nel Governo Cossiga, è stato uno dei sette componenti del governo in carica (2 ministri e 5 sottosegretari) inclusi nella lista di 962 iscritti alla loggia massonica P2, rinvenuta il 17 marzo 1981 nella fabbrica la "Giole", a Castiglion Fibocchi presso Arezzo, di proprietà dell'imprenditore Licio Gelli, maestro venerabile della loggia stessa, nonostante Belluscio ne abbia sempre negato l'appartenenza. Infatti in data 1º luglio 1981, Costantino Belluscio, deputato socialdemocratico, produsse nell'aula della Camera dei deputati altre liste, per un totale di 550 nomi (di cui 180 circa già nell'elenco dei 962 precedenti), comprensivi degli affiliati che Gelli aveva provveduto a "riconsegnare" al Grande Oriente d'Italia a tutto il 6 ottobre 1976 . Viene rieletto deputato anche nel 1983, rimanendo in carica fino al 1987.
È stato anche sindaco di Altomonte, in provincia di Cosenza, dal 1975 al 1993 e dal 1997 al 2004.
Muore nel febbraio del 2010 all'età di 79 anni.